# Podlaktica
Podlaktica je dio tijela, koji se nalazi između lakta i šake.
Osim u interakciji s laktom, podlaktica ima vlastite pokrete pronacije (uvrtanja), polupronacije i supinacije (izvrtanja) te stoga ima određene mišiće za te pokrete. Mišići podlaktice služe za: odmicanje (abdukcija) i primicanje šake (adukcija), za uvrtanje (pronacija) i izvrtanje šake (supinacija) te za opružanje (ekstenzija) i pregibanje šake i prstiju (fleksija). Prednji mišići podlaktice su: obli pronator, radijalni pregibač zapešća, dugački dlanski mišić, ulnarni pregibač zapešća, površinski pregibač prstiju, duboki pregibač prstiju, dugački pregibač palca i četverokutni pronator. Lateralni mišići podlaktice su: nadlaktičnopalčani mišić, dugi radijalni ispružač zapešća,kratki radijalni ispružač zapešća i supinacijski mišić. Stražnji mišićni podlaktice su: ispružač prstiju, ispružač malog prsta, ulnarni ispružač zapešća, lakatni mišić, dugački odmicač palca, dugački ispružač palca, kratki ispružač palca i ispružač kažiprsta.
Kroz podlakticu prolaze i četiri živčano - krvnožilna snopa: radijalni, srednji živac, ulnarni i međukosni snop. Iz podlaktice se obično vadi krv za analizu u medicinskom laboratoriju. 
Najčešće ozljede podlaktice su prijelomi. Može biti jednostruki ili dvostruki. Operativno liječenje zove se osteosinteza. To je kirurški zahvat s ciljem spajanja fragmenata prelomljene kosti obično pomoću metalnog predmeta, koji se ostavlja sve do konsolidacije kosti. Drugi način liječenja je ortopedski bez operacije. Prednost osteosinteze je brže uspostavljanje mišićne funkcije, a mane su opasnost od infekcije i rizik da organizam ne prihvati metalni materijal, koji se ugrađuje ne neko vrijeme.